# Cabalodontia livida
Cabalodontia livida är en svampart som först beskrevs av Fr. ex Burt, och fick sitt nu gällande namn av Piatek 2004. Cabalodontia livida ingår i släktet Cabalodontia och familjen Meruliaceae.   Inga underarter finns listade i Catalogue of Life.